# Pulpe de Vie
Pour les articles homonymes, voir Pulpe.
Pulpe de Vie est une marque de cosmétique biologique française créée en 2009.

## Historique
De retour en France après une année sabbatique en Amérique du Sud, Julie Ducret, accompagnée d'une associée au capital, crée en 2009 l'entreprise Bio Provence au sein de la pépinière d'entreprise Marseille Innovation,.
En 2014, une levée de fonds de 150 000 euros est clôturée avec divers partenaires dont Bpifrance et le Crédit agricole.
À partir de 2015, l'entreprise opère un changement de stratégie : initialement référencée dans les parapharmacies et magasins bio, elle intègre la grande distribution passant de 5 000 à 10 000 unités produites.
En 2017, une deuxième levée de fonds de 400 000 euros est annoncée.
En 2018, la politique d'export est suspendue afin de se recentrer sur le marché français en développant notamment le marketing sur les réseaux sociaux, par exemple via des partenariats avec des influenceuses.
En 2021, la marque investit le secteur du hard discount, revendue dans 450 Lidl sur un total de 1006 magasins en France.
En 2023, l'entreprise boucle un nouveau tour de table de 1,7 million d'euros pour se lancer à l'export et tripler sa croissance d'ici à 2026.

## Production et marketing
Avec des produits certifiés Ecocert et Cosmébio, Pulpe de Vie cible les femmes de vingt à trente-cinq ans en misant sur le packaging et des prix ne dépassant pas la vingtaine d'euros.
S'inspirant de la démarche locavore, l'entreprise travaille avec une vingtaine de producteurs régionaux en reprenant leurs fruits « moches » et invendus dans une logique de lutte contre le gaspillage alimentaire,. Les achats sont réalisés par un prestataire installé à Sisteron tandis que le laboratoire sous-traitant se situe à La Fare-les-Oliviers.